# Міннедоса
Міннедоса (англ. Minnedosa) — містечко в Канаді, у провінції Манітоба, у складі муніципалітету Мінто-Одана.

## Населення
За даними перепису 2016 року, містечко нараховувало 2449 осіб, показавши скорочення на 5,3%, порівняно з 2011-м роком. Середня густина населення становила 159,1 осіб/км².
З офіційних мов обидвома одночасно володіли 75 жителів, тільки англійською — 2 305. Усього 135 осіб вважали рідною мовою не одну з офіційних, з них 5 — одну з корінних мов, а 50 — українську.
Працездатне населення становило 63,3% усього населення, рівень безробіття — 6,2% (8,1% серед чоловіків та 3,3% серед жінок). 91,1% осіб були найманими працівниками, а 8,5% — самозайнятими.
Середній дохід на особу становив $40 831 (медіана $34 446), при цьому для чоловіків — $46 387, а для жінок $35 840 (медіани — $42 304 та $27 120 відповідно).
28% мешканців мали закінчену шкільну освіту, не мали закінченої шкільної освіти — 21%, 50,7% мали післяшкільну освіту, з яких 27,4% мали диплом бакалавра, або вищий, 10 осіб мали вчений ступінь.
| Статево-вікова структура населення | Статево-вікова структура населення | Статево-вікова структура населення | Статево-вікова структура населення | Статево-вікова структура населення |
| ---------------------------------- | ---------------------------------- | ---------------------------------- | ---------------------------------- | ---------------------------------- |
|                                    |                                    |                                    |                                    |                                    |
| Всього                             | Всього                             | 48,0%52,0%                         |                                    |                                    |
| 0 — 14 років                       | 0 — 14 років                       |                                    | 15,5%                              | 15,5%                              |
| 15 — 64 років                      | 15 — 64 років                      |                                    | 58,9%                              | 58,9%                              |
| 65 і більше                        | 65 і більше                        |                                    | 25,6%                              | 25,6%                              |
| 85 і більше                        | 85 і більше                        |                                    | 5,7%                               | 5,7%                               |
| 100 і більше                       | 100 і більше                       |                                    | 0,2%                               | 0,2%                               |
| Середній вік (років)               | Середній вік (років)               | 43,746,9                           | 45,4                               | 45,4                               |
| Медіана (років)                    | Медіана (років)                    | 45,249,2                           | 47,2                               | 47,2                               |
| — чоловіки — жінки                 |                                    |                                    |                                    |                                    |

| Походження мешканців:     | Походження мешканців:     | Походження мешканців: | Походження мешканців: | Походження мешканців: |
| ------------------------- | ------------------------- | --------------------- | --------------------- | --------------------- |
| Походження                |                           |                       | осіб                  | %                     |
| Корінні американці        | Корінні американці        |                       | 175                   | 7.37%                 |
| Інше північноамериканське | Інше північноамериканське |                       | 735                   | 30.95%                |
| Європейське               | Європейське               |                       | 1 975                 | 83.16%                |
| британське                | британське                |                       | 1 455                 | 61.26%                |
| французьке                | французьке                |                       | 210                   | 8.84%                 |
| українське                | українське                |                       | 365                   | 15.37%                |
| Латинськоамериканське     | Латинськоамериканське     |                       | 15                    | 0.63%                 |
| Карибське                 | Карибське                 |                       | 20                    | 0.84%                 |
| Африканське               | Африканське               |                       | 10                    | 0.42%                 |
| Азійське                  | Азійське                  |                       | 40                    | 1.68%                 |

| Зайнятість населення за галузями (за класифікацією NOC): | Зайнятість населення за галузями (за класифікацією NOC): | Зайнятість населення за галузями (за класифікацією NOC): | Зайнятість населення за галузями (за класифікацією NOC): | Зайнятість населення за галузями (за класифікацією NOC): |
| -------------------------------------------------------- | -------------------------------------------------------- | -------------------------------------------------------- | -------------------------------------------------------- | -------------------------------------------------------- |
|                                                          |                                                          |                                                          |                                                          |                                                          |
| Управління                                               | Управління                                               |                                                          | 10,9%                                                    | 10,9%                                                    |
| Бізнес, фінанси та адміністрування                       | Бізнес, фінанси та адміністрування                       |                                                          | 12%                                                      | 12%                                                      |
| Природничі та прикладні науки                            | Природничі та прикладні науки                            |                                                          | 5%                                                       | 5%                                                       |
| Охорона здоров'я                                         | Охорона здоров'я                                         |                                                          | 10,5%                                                    | 10,5%                                                    |
| Освіта, правозахист, муніципальні та урядові служби      | Освіта, правозахист, муніципальні та урядові служби      |                                                          | 11,2%                                                    | 11,2%                                                    |
| Мистецтво, культура, відпочинок та спорт                 | Мистецтво, культура, відпочинок та спорт                 |                                                          | 3,1%                                                     | 3,1%                                                     |
| Роздрібна торгівля та послуги                            | Роздрібна торгівля та послуги                            |                                                          | 17,4%                                                    | 17,4%                                                    |
| Гуртова торгівля, транспорт та обладнання                | Гуртова торгівля, транспорт та обладнання                |                                                          | 20,2%                                                    | 20,2%                                                    |
| Природні ресурси, сільське господарство                  | Природні ресурси, сільське господарство                  |                                                          | 6,2%                                                     | 6,2%                                                     |
| Виробництво                                              | Виробництво                                              |                                                          | 3,1%                                                     | 3,1%                                                     |

## Клімат
Середня річна температура становить 1,3°C, середня максимальна – 22,2°C, а середня мінімальна – -25,2°C. Середня річна кількість опадів – 468 мм.
| Клімат поселення                              | Клімат поселення | Клімат поселення | Клімат поселення | Клімат поселення | Клімат поселення | Клімат поселення | Клімат поселення | Клімат поселення | Клімат поселення | Клімат поселення | Клімат поселення | Клімат поселення | Клімат поселення |
| Показник                                      | Січ.             | Лют.             | Бер.             | Квіт.            | Трав.            | Черв.            | Лип.             | Серп.            | Вер.             | Жовт.            | Лист.            | Груд.            |                  |
| Середній максимум, °C                         | −12,18           | −7,92            | −1,48            | 8,22             | 16,52            | 22,20            | 22,21            | 21,34            | 16,23            | 9,40             | −0,74            | −9,7             |                  |
| Середня температура, °C                       | −18,71           | −14,42           | −8               | 1,71             | 10,00            | 15,69            | 17,36            | 16,51            | 11,40            | 4,56             | −5,58            | −14,54           |                  |
| Середній мінімум, °C                          | −25,22           | −20,94           | −14,5            | −4,8             | 3,49             | 9,16             | 12,52            | 11,67            | 6,56             | −0,28            | −10,43           | −19,38           |                  |
| Норма опадів, мм                              | 21               | 15               | 23               | 31               | 48               | 74               | 75               | 63               | 51               | 30               | 18               | 19               |                  |
| Середньомісячна швидкість вітру, м/с          | 3.98             | 3.90             | 4.10             | 4.30             | 4.50             | 4.00             | 3.50             | 3.60             | 4.00             | 4.29             | 4.10             | 3.93             |                  |
| Середньомісячна сонячна радіація, кДж/м²·день | 4106             | 7435             | 12751            | 16955            | 20109            | 21320            | 21951            | 18571            | 12839            | 7732             | 4100             | 3169             |                  |
| --------------------------------------------- | ---------------- | ---------------- | ---------------- | ---------------- | ---------------- | ---------------- | ---------------- | ---------------- | ---------------- | ---------------- | ---------------- | ---------------- | ---------------- |
| Джерело:                                      |                  |                  |                  |                  |                  |                  |                  |                  |                  |                  |                  |                  |                  |